# Bultinge
Bultinge is een buurtschap in de Nederlandse gemeente De Wolden, in de provincie Drenthe. Bultinge ligt ten zuidwesten van Eursinge, nabij Pesse, maar is van Pesse gescheiden door de A28. Tot 1998 hoorde Bultinge bij de toenmalige gemeente Ruinen.

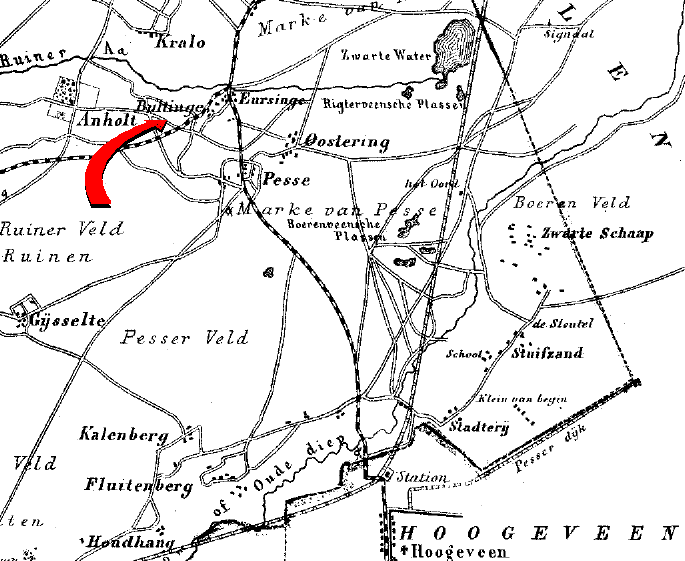
Bultinge op gemeenteatlas van J. Kuyper ca 1870

Pesse had in de veertiende eeuw een kapel op de hoogte van Bultinge. Na de plunderingen door de soldaten van Bommen Berend in 1672 is deze kapel afgebroken.
Dorpen en Buurtschappen: Alteveer · Ansen (deels) · Berghuizen · Drogteropslagen · Echten · Eursinge · Fort · Haakswold · Hees · Kerkenveld · Koekange · Koekangerveld · Linde · Oldenhave · Oosteinde · Ruinen · Ruinerweide · Ruinerwold · Veeningen · Weerwille · de Wijk · Zuidwolde

Overige kernen: Anholt · Armweide · Bazuin · Benderse (deels) · Blijdenstein · Bloemberg · Braamberg (deels) · Buitenhuizen · Bultinge · Dickninge · Dijkhuizen · Drogt · Dunningen · Eemten · Engeland · Gijsselte · Haalweide · Hoge Linthorst · Kraloo (deels) · Kraloo · Leeuwte · Lubbinge · Lunssloten · Middelveen · Nolde · Noordwijk · Oosterwijk · Oshaar · Oud Veeningen · Paardelanden · Pieperij · Rheebruggen · Schottershuizen · Schrapveen · De Stapel · Steenbergen · Struikberg · De Stuw · Ten Arlo · De Tippe · Vuile Riete · Wemmenhove · Witteveen (deels) 

Drenthe: Steden en dorpen      Nederland: Provincies · Gemeenten